# Вікторин
Марк П'явоній Вікторин (лат. Marcus Piavonius Victorinus) — імператор Галльскої імперії (незалежного від Риму державного утворення) у 268—271 роках.

## Життєпис
Походив із шляхетної родини з міста Августа Треверорум (сучасний Трір, Німеччина). За правління Постума дослужився до посади трибуна преторія. Разом із ним двічі, у 267 і 268 роках, обіймав посаду консула.
Організував убивство наступного імператора, Марія, та був проголошений новим правителем одразу після цього. Намагався повернути під владу Галльскої імперії Іспанію, але без успіху. Натомість від Імперії відкололася ще й частина Нарбонської Галлії, а в 270 р. повстав Августодун (сучасний Отен, Франція). Після семимісячної облоги Вікторин здобув місто.
Проте вже наступного року Вікторин був убитий актуарієм Аттітіаном у Колонії Агриппіни (сучасний Кельн, Німеччина) на підставі ніби-то спокушення Вікторином дружини Аттітіана. Проте мати Вікторина, Вікторія (за іншими даними, Вітрувія), спромоглася обожнити свого сина та зробити наступним правителем Тетрика I.

## Родовід
- Вікторія, Галльська Імператриця
  -  Вікторин І, Галльський Імператор
    -  Вікторин ІІ, Галльський Імператор